# マスター木村
マスター木村（マスターきむら）は、日本のミュージシャン、シンガーソングライター、音楽プロデューサー。
大阪府大阪市旭区出身。東京都小金井市在住。本名は木村 秀穂。

## 人物
- 1989年、ロックバンド『チキンダンサーズ』のギタリストとしてメジャーデビュー。
- SEVEVDAYS、シェイディードールズ、監獄ロック、骨太ロッケンロール活動を経た後、2006年より、近未来ブルースバンド『スマートソウルコネクション』の主要メンバーとして活動中。
- 2012年頃から、小金井市パフォーマー「マスター木村」として、音楽ライヴや大阪弁アドリブ紙芝居、しゃべりすぎる司会などで地域イベントに出没。
- 小金井愛を歌った『コガネイ寄り道ホリディ』を作詞作曲。
- 2016年1月にスマートソウルコネクションの新CD「ニューアクション」を発売。
- 2016年7月にフジロックフェスティバルに出演。